# Thibodaux
Thibodaux es una ciudad ubicada en la parroquia de Lafourche en el estado estadounidense de Luisiana. En el Censo de 2010 tenía una población de 14 567 habitantes y una densidad poblacional de 933,28 personas por km².

## Geografía
Thibodaux se encuentra ubicada en las coordenadas 29°47′39″N 90°48′59″O / 29.79417, -90.81639. Según la Oficina del Censo de los Estados Unidos, Thibodaux tiene una superficie total de 15.61 km², de la cual 15.61 km² corresponden a tierra firme y (0%) 0 km² es agua.

## Demografía
Según el censo de 2010, había 14566 personas residiendo en Thibodaux. La densidad de población era de 933,28 hab./km². De los 14566 habitantes, Thibodaux estaba compuesto por el 63.74% blancos, el 32.79% eran afroamericanos, el 0.56% eran amerindios, el 1.04% eran asiáticos, el 0.03% eran isleños del Pacífico, el 0.54% eran de otras razas y el 1.3% pertenecían a dos o más razas. Del total de la población el 1.99% eran hispanos o latinos de cualquier raza.